# Louis Ier de Hesse (1402-1458)
Pour les articles homonymes, voir Louis Ier.
Louis Ier dit le Pacifique en allemand: der Friedfertige, né le 6 février 1402 à Spangenberg et mort le 17 janvier 1458 dans cette même ville, est landgrave de Hesse de 1413 à sa mort.

## Biographie
Louis Ier est le fils du landgrave Hermann II de Hesse et de son épouse Marguerite de Nuremberg. Il succède à son père à sa mort, le 24 mai 1413.
À sa mort, le landgraviat de Hesse est divisé entre ses deux fils aînés : Louis reçoit la Basse-Hesse avec Cassel, et Henri III la Haute-Hesse avec Marbourg.

## Mariage et descendance
En 1433, Louis Ier épouse Anne de Saxe (en) (1420-1462), fille de l'électeur Frédéric Ier de Saxe. Cinq enfants sont nés de cette union :
- Louis II (1438-1471), landgrave de Basse-Hesse ;
- Henri III (1440-1483), landgrave de Haute-Hesse ;
- Hermann (1450-1508), archevêque de Cologne ;
- Élisabeth (1453-1489), épouse en 1464 Jean III de Nassau-Weilbourg (de) ;
- Frédéric (1458-1463).